# Ji'an (Jilin)
Pour les articles homonymes, voir Ji'an (homonymie).
Ji'an (集安 ; pinyin : Jí'ān) est une ville de la province du Jilin en Chine. C'est une ville-district placée sous la juridiction administrative de la ville-préfecture de Tonghua. Ville frontière, elle est reliée à la ville de Manpho en Corée du Nord par un pont ferroviaire (en) sur le Yalou.
De l'an 3 jusqu'en 427, Ji'an était la capitale de Goguryeo, l'un des Trois Royaumes de Corée. Elle était alors connue sous le nom de Gungnae (Guonei en chinois) et de nombreuses tombes ont été conservées jusqu'à nos jours. Elles sont inscrites au patrimoine mondial de l'UNESCO sous le nom de « capitales et tombes de l'ancien royaume de Koguryo ».

## Géographie

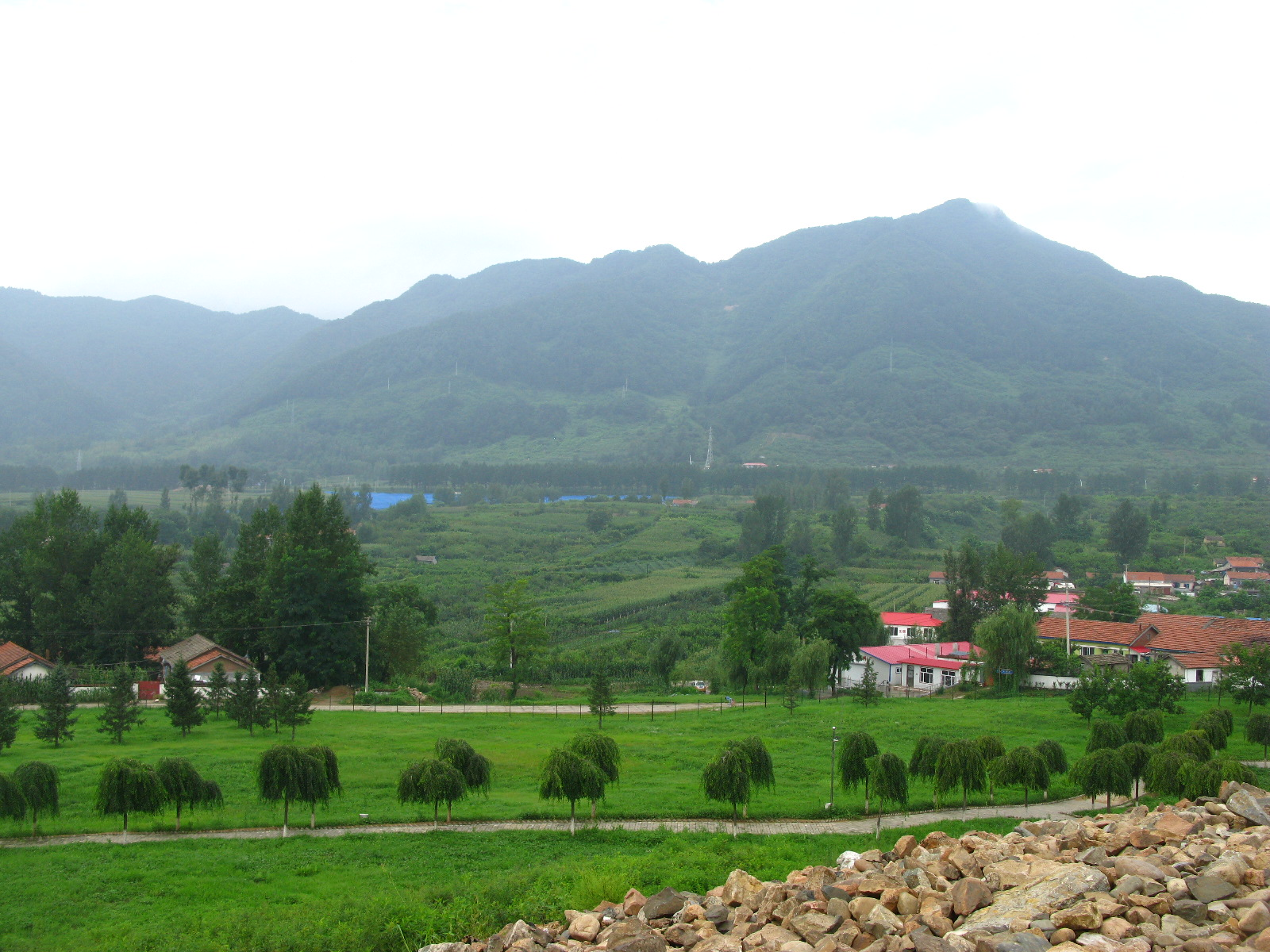
La campagne près de Ji’an

La population du district était de 236 014 habitants en 1999 répartis sur une superficie de 3 408 km2 soit 69 hab./km2. Ji'an a obtenu le statut de ville-district en 1988. Les petites villes de Qingshi, Qinghe, Toudao, Huadian, Yulin, Taishang, Caiyuan, Yangcha, Dalu et Renao sont aussi sous sa juridiction.
Ji'an se situe a une altitude de 180 m. Elle est soumise à un climat continental humide avec des hivers très rigoureux mais secs et des étés chauds et pluvieux.
| Mois                                | jan.  | fév.  | mars | avril | mai  | juin  | jui. | août  | sep. | oct. | nov. | déc.  | année |
| ----------------------------------- | ----- | ----- | ---- | ----- | ---- | ----- | ---- | ----- | ---- | ---- | ---- | ----- | ----- |
| Température minimale moyenne (°C)   | −17,9 | −13,6 | −5   | 2,6   | 8,7  | 14,6  | 19,2 | 18,5  | 11,2 | 2,8  | −4,6 | −13,5 | 1,9   |
| Température maximale moyenne (°C)   | −5,2  | −0,6  | 6,9  | 16,6  | 22,7 | 26,6  | 28,8 | 28,3  | 23   | 15,9 | 5,5  | −2,8  | 13,8  |
| Précipitations (mm)                 | 11,1  | 10,8  | 19,9 | 48,5  | 75   | 121,7 | 219  | 202,7 | 81,9 | 45,2 | 34,7 | 17,4  | 887,9 |
| Nombre de jours avec précipitations | 7,2   | 6     | 7    | 9,8   | 12,7 | 14,9  | 17,4 | 14,6  | 10,1 | 8,4  | 9,3  | 8,9   | 126,3 |

## Histoire

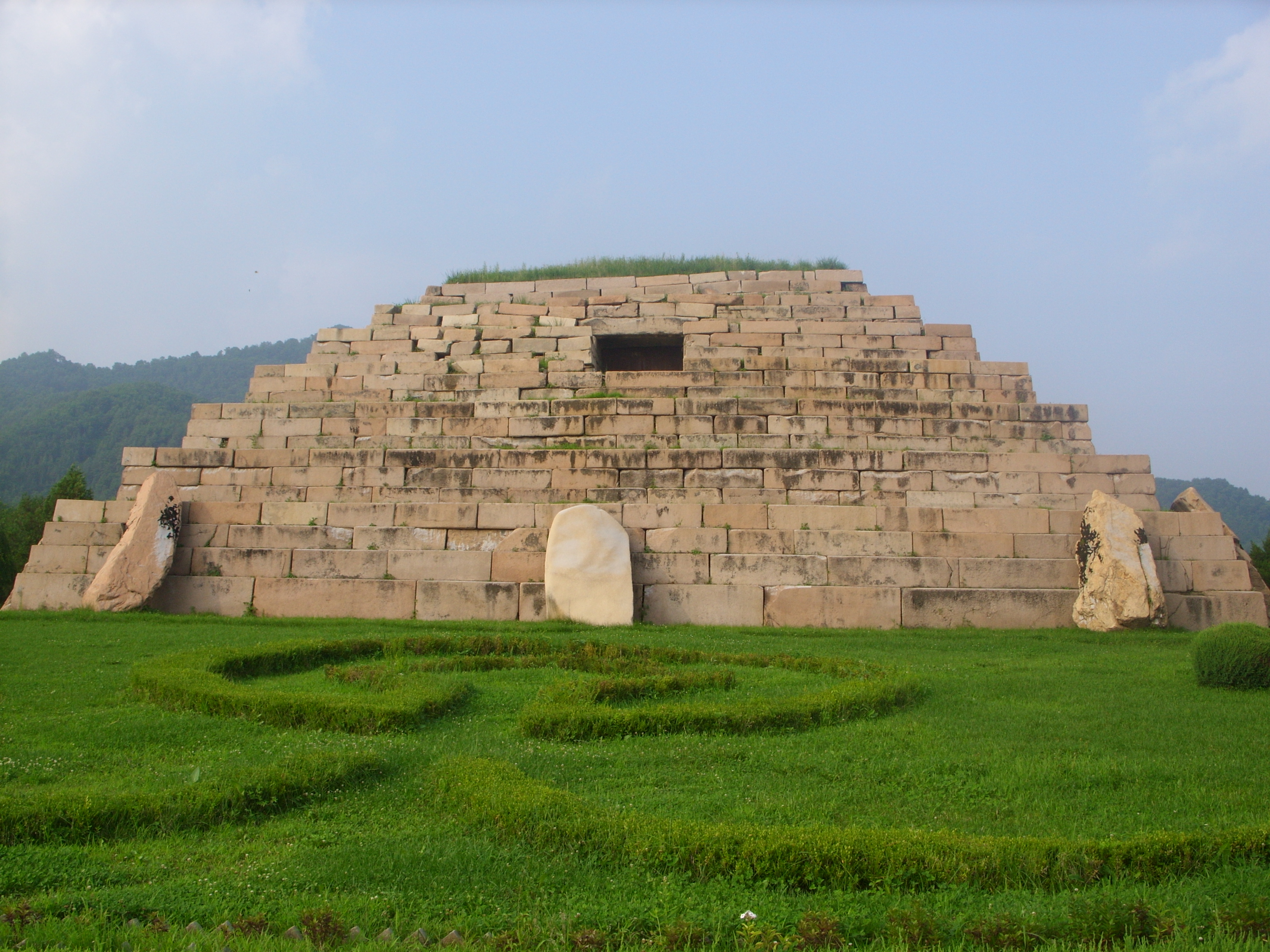
La tombe du général, époque du royaume de Goguryeo

La forteresse de Gungnae (국내성 en coréen, 國內城 en chinois) était la deuxième capitale du vieux royaume coréen de Goguryeo.
Elle a été choisie comme capitale en l'an 3 par Yuri, le deuxième roi de Goguryeo en remplacement de Wunu. La ville a été pillée plusieurs fois jusqu'à l'avènement de Gwanggaeto le grand, 19e roi qui a agrandi considérablement le territoire de Goguryeo. Son fils, le roi Jangsu déplaça la capitale à Pyongyang en 427. En 666, la forteresse de Gungnae tombe aux mains de l'alliance Silla-Tang peu avant la chute définitive du royaume de Goguryeo.
Après cette période, Ji'an a continué d'être un centre administratif des états de Balhae, Liao et Jin ainsi que des dynasties Ming et Qing.

## Patrimoine

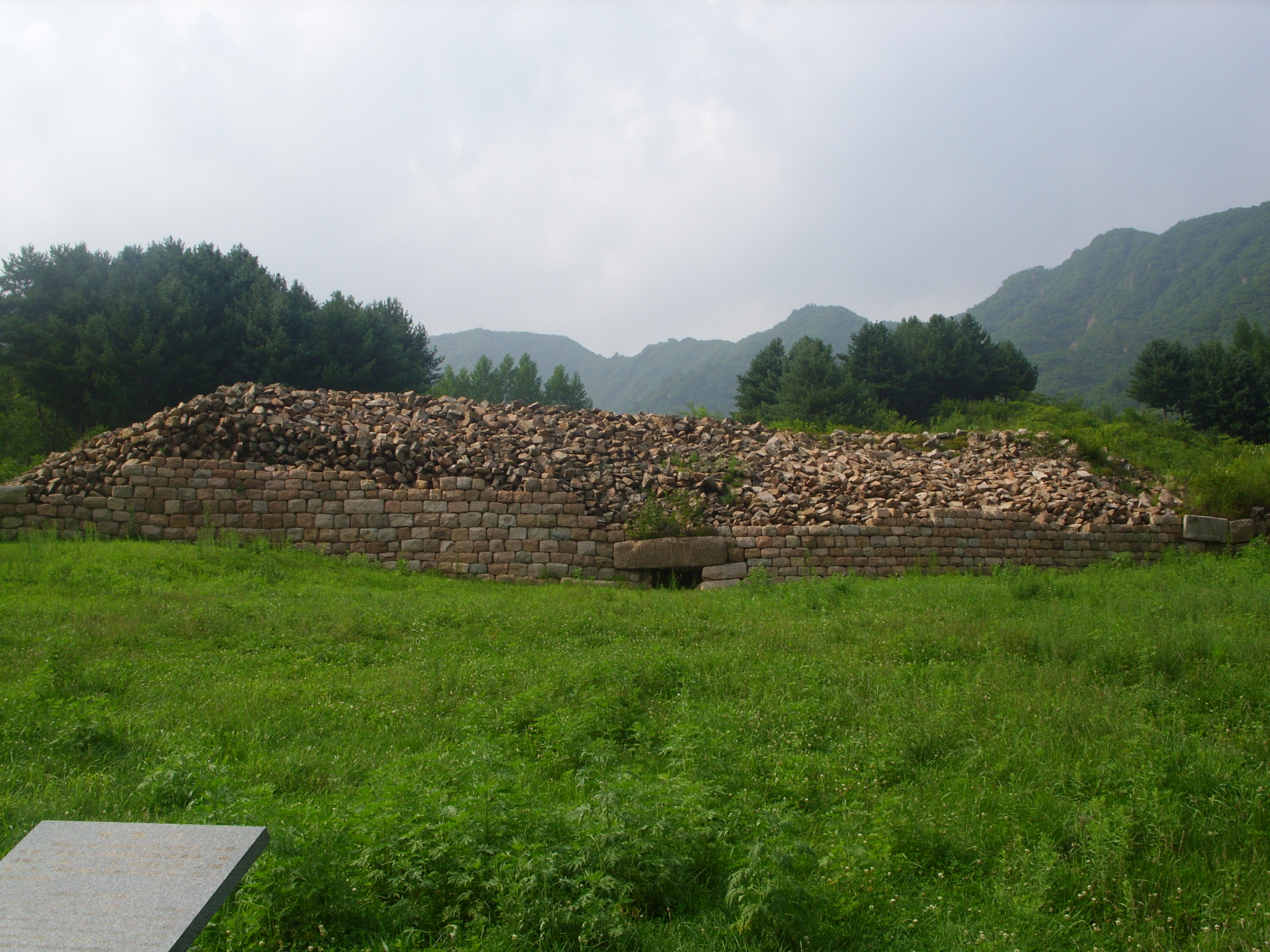
Partie sud des restes de la forteresse de Hwando

Il faut tout d'abord citer les restes des deux capitales de l'ancien royaume de Goguryeo.
- La forteresse de Gungnae. Son périmètre était de 2686 mètres[4]. Elle est située au centre-ville près du fleuve.
- La forteresse de montagne de Hwando (환도산성 en coréen, 丸都山城 en chinois ce qui se transcrit en Wandu), située 2,5 km plus au nord-ouest et qui servit parallèlement de résidence royale.
- Le musée municipal renferme 11 000 reliques historiques datant du royaume de Goguryeo. Ouvert en 1958, il est composé de 3 salles et s'étend sur 1082 m2[3].
- Le parc national forestier du mont des cinq filles (7 000 ha) s'étend dans les monts Laoling à 21 km du centre-ville. Il culmine à 1337 m d'altitude[5].

Le parc forestier national du mont des Cinq Filles : Situé dans les monts Laoling et à 21 km de Ji’an, ce parc forestier national couvre presque 7 000 ha avec un pourcentage de couverture forestière de 94,5 %. L’air est pur et frais, le climat agréable et le paysage pittoresque. Les oiseaux chantent et les fleurs dégagent leur parfum. Le mont des Cinq Filles est magnifique sous divers aspects. Parmi les 26 pics dans le parc dont l’altitude varie de 653 m à 1 337,17 m sont au-dessus, de 1 000 m. Huit des dix paysages du parc ont été ouverts aux touristes.